# Ievgueni Vaker
Ievgueni Vaker (en rus Евгений Ваккер), conegut també com a Eugen Wacker (Kirn, Renània-Palatinat, 17 d'abril de 1974) és un ciclista kirguís, professional des del 1999. S'ha proclamat nombrosos cops campió nacional en ruta i contrarellotge, així com diferents medalles en campionats asiàtics. Ha participat en tres Jocs Olímpics.

## Palmarès
- 2000
  - 1r a la Herald Sun Tour
- 2001
  - 1r a la Szlakiem Grodów Piastowskich
- 2002
  - Campió del Kirguizstan en ruta
  - Campió del Kirguizstan en contrarellotge
- 2003
  - Campió del Kirguizstan en ruta
  - Campió del Kirguizstan en contrarellotge
- 2004
  - Campió del Kirguizstan en ruta
  - Campió del Kirguizstan en contrarellotge
- 2005
  - Campió del Kirguizstan en ruta
  - Campió del Kirguizstan en contrarellotge
- 2006
  - Campió del Kirguizstan en ruta
  - Campió del Kirguizstan en contrarellotge
- 2007
  - Campió d'Àsia en contrarellotge
  - Campió del Kirguizstan en ruta
  - Campió del Kirguizstan en contrarellotge
  - Vencedor d'una etapa a la Volta a Turquia
- 2008
  - Campió d'Àsia en contrarellotge
  - Campió del Kirguizstan en ruta
  - Campió del Kirguizstan en contrarellotge
- 2009
  - Campió del Kirguizstan en ruta
  - Campió del Kirguizstan en contrarellotge
  - Vencedor d'una etapa al President Tour of Iran
- 2010
  - Campió del Kirguizstan en ruta
  - Campió del Kirguizstan en contrarellotge
- 2011
  - Campió d'Àsia en contrarellotge
  - Campió del Kirguizstan en ruta
  - Campió del Kirguizstan en contrarellotge
- 2012
  - Campió d'Àsia en contrarellotge
  - Campió del Kirguizstan en ruta
  - Campió del Kirguizstan en contrarellotge
- 2013
  - Campió del Kirguizstan en ruta
  - Campió del Kirguizstan en contrarellotge
- 2015
  - Campió del Kirguizstan en ruta
  - Campió del Kirguizstan en contrarellotge
  - Vencedor d'una etapa al Tour de Al Zubarah